# Il cavaliere oscuro (colonna sonora)
Il cavaliere oscuro (The Dark Knight) è la colonna sonora dell'omonimo film di Christopher Nolan del 2008.
Hans Zimmer e James Newton Howard, gli stessi compositori della musiche di Batman Begins, hanno chiesto a Nolan di poter tornare a lavorare assieme e hanno diretto le registrazioni svoltesi a Londra nell'aprile del 2008.

## Sviluppo
Zimmer fu stimolato dal sapere che le riprese sarebbero state effettuate in IMAX, affermando che così avrebbe dovuto «tirare fuori i suoi pezzi forti». Zimmer voleva creare non "un motivetto da blockbuster estivo", bensì «un tema provocatorio, che la gente potesse odiare». Affermò poi come il tema principale del personaggio di Batman era stato introdotto apposta alla fine di Batman Begins, proprio per essere sviluppato assieme al personaggio in un sequel.
Why So Serious, il tema del Joker, è basato principalmente su due note; Zimmer paragona il suo stile a quello della band tedesca Kraftwerk.
(Hans Zimmer, riguardo al tema musicale del Joker)
All'inizio della canzone, Zimmer impiega lamette su strumenti a corda per rendere un suono torturato e perverso. Quando seppe della morte di Heath Ledger, Zimmer parve intenzionato a comporre un nuovo tema per il personaggio, ma riflettendovi decise di non farlo per non compremettere la sua opera "malefica" con i suoi sentimenti.
Nei suoi esperimenti si riconosceva un'influenza punk, e continui esperimenti, con lunghe battute con sonorità ricavate da lamette da barba su corde da pianoforte, per creare tensione, oltre che matite che battevano il tempo su tavoli o pavimenti. Zimmer consegnò poi a Nolan un iPod con i suoi esperimenti, che i regista ascoltò per tutto il tempo del volo da Londra ad Hong Kong. Alla fine disse che il sound del Joker era di sicuro in quelle 9000 battute. Così, Zimmer puntò non su suoni stereotipati, quelli tipici del "cattivo", ma su due note; quella di una corda tiratissima che non si spezza, suonata dal violoncellista Martin Tillman, un suono «di tensione crescente e una piccola imperfezione stridente», a cui si aggiungono delle note di chitarre, quasi irriconoscibili, suonate con pezzi di metallo. Un approccio basato sull'idea di anarchia, che è alla base del personaggio di Ledger.
L’Epic Theme che ricorre quando Batman lascia morire Henri Ducard in Batman Begins accompagna il momento in cui l'uomo Pipistrello trattiene Joker appeso a testa in giù verso la fine della pellicola; la traccia non era stata pubblicata nell'edizione della colonna sonora del film precedente, mentre il brano I'm Not A Hero, molto simile all'Epic Theme, è stato invece inserito in questa colonna sonora.
Per il tema della corsa del Batpod, venne impiegato il "Tono shepard", sistema che permette di riprodurre, variandolo, uno specifico tono; ci si basò poi su rumori di vere auto da corsa.

## Distribuzione
La colonna sonora è stata pubblicata il 15 luglio 2008, tre giorni prima dell'uscita del film nelle sale statunitensi.
La Warner Bros. Records ne ha distribuite quattro differenti versioni:
- edizione CD standard
- edizione composta da due LP in vinile
- un digipack in edizione speciale
- edizione per collezionisti con artwork

Nel primo week end di pubblicazione, sono state vendute circa 25 000 copie, raggiungendo il 20º posto della classifica statunitense Billboard Music Magazine.
Il 9 dicembre 2008 Amazon.com ha reso disponibile un'edizione speciale della colonna sonora, comprensiva di disco aggiuntivo con 14 tracce in più, tra le quali alcuni remix.

## Tracce
I titoli dei brani riprendono le battute pronunciate nel film.
| Disco singolo: 1. Why So Serious? - 9:14 2. I'm Not a Hero - 6:34 3. Harvey Two-Face - 6:16 4. Aggressive Expansion - 4:35 5. Always a Catch - 1:39 6. Blood on My Hands - 2:16 7. A Little Push - 2:42 8. Like a Dog Chasing Cars - 5:02 9. I Am the Batman - 1:59 10. And I Thought My Jokes Were Bad - 2:28 11. Agent of Chaos - 6:55 12. Introduce a Little Anarchy - 3:42 13. Watch the World Burn 3:47 14. A Dark Knight - 16:15 | Disco 2 (Special edition): 1. Bank Robbery (Prologue) - 5:23 2. Buyer Beware - 2:55 3. Halfway To Hong Kong - 3:42 4. Decent Men In An Indecent Time - 2:50 5. You're Gonna Love Me - 4:51 6. Chance - 3:33 7. You Complete Me - 4:50 8. The Ferries - 9:57 9. We Are Tonight's Entertainment - 5:37 10. A Watchful Guardian - 6:42 11. Why So Serious? (Remix di The Crystal Method) - 5:28 12. Poor Choice Of Words (Remix di Paul van Dyk) - 6:13 13. Gunpowder And Gasoline (Remix di Mel Wesson) - 4:32 14. Rory's First Kiss (Remix di Ryeland Allison) - 6:03 |

Nel film sono inoltre presenti tre brani musicali, non pubblicati negli album:
1. Balmoral (eseguito dalla banda musicale del Chicago Police Department)
2. Scatterin' Monkey (Boom Boom Satellites)
3. 4 A Moment of Silence (Boom Boom Satellites)